# Quatro Figuras em um Degrau
Quatro Figuras num Degrau é uma pintura a óleo sobre tela de Bartolomé Esteban Murillo, expoente do "século de ouro" da pintura espanhola, provavelmente executada entre 1665 e 1660. A obra, possivelmente uma cena de alcovitagem, é uma das raras pinturas de gênero produzidas por Murillo, mestre versado na iconografia religiosa. Embora inusuais no catálogo do autor essas obras sempre gozaram de ampla popularidade, e não encontram precedentes autônomos na escola espanhola. Encontra-se conservada no Kimbell Art Museum, em Fort Worth, desde 1980.

## Análise
Como ocorre com frequência nas pinturas de gênero de Murillo, a composição de Quatro Figuras em um Degrau desafia a interpretação visual simplista. A cena pressupõe a necessidade de envolvimento e decifração por parte do observador, como atesta a intensidade do contato visual direto que três das quatro personagens da cena estabelecem com o espectador.
As personagens são todas intrigantes e encontram-se dispostas em uma atmosfera algo perturbadora. Parte da crítica especializada identifica a composição como uma cena de alcovitagem ou cafetinagem, isso é, o ato de auxiliar terceiros em relações amorosas ou sexuais extraconjugais, em troca de vantagens econômicas.
Ao lado do jovem sorridente, que apoia o cotovelo sobre a perna direita, a mulher ao fundo da composição insinua uma piscada de olho. Ao mesmo tempo, ergue a charpa (faixa de pano leve) que cobre sua cabeça. Na iconografia artística, o ato de erguer o véu tem sido interpretado desde a antiguidade clássica como um símbolo de fidelidade marital. Nesse contexto, no entanto, somado ao piscar do olho direito, é provável que o ato seja indicativo da "disponibilidade" da personagem.
Segundo essa mesma interpretação, a velha senhora sentada, acariciando a cabeça da criança deitada em seu colo, é identificada com a figura da alcoviteira — a celestina, personagem comum da literatura picaresca espanhola, frequentemente representada como uma velha encarqueirada, usando óculos e uma charpa.